# Apotek1

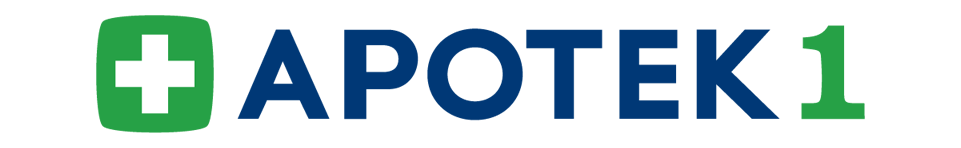

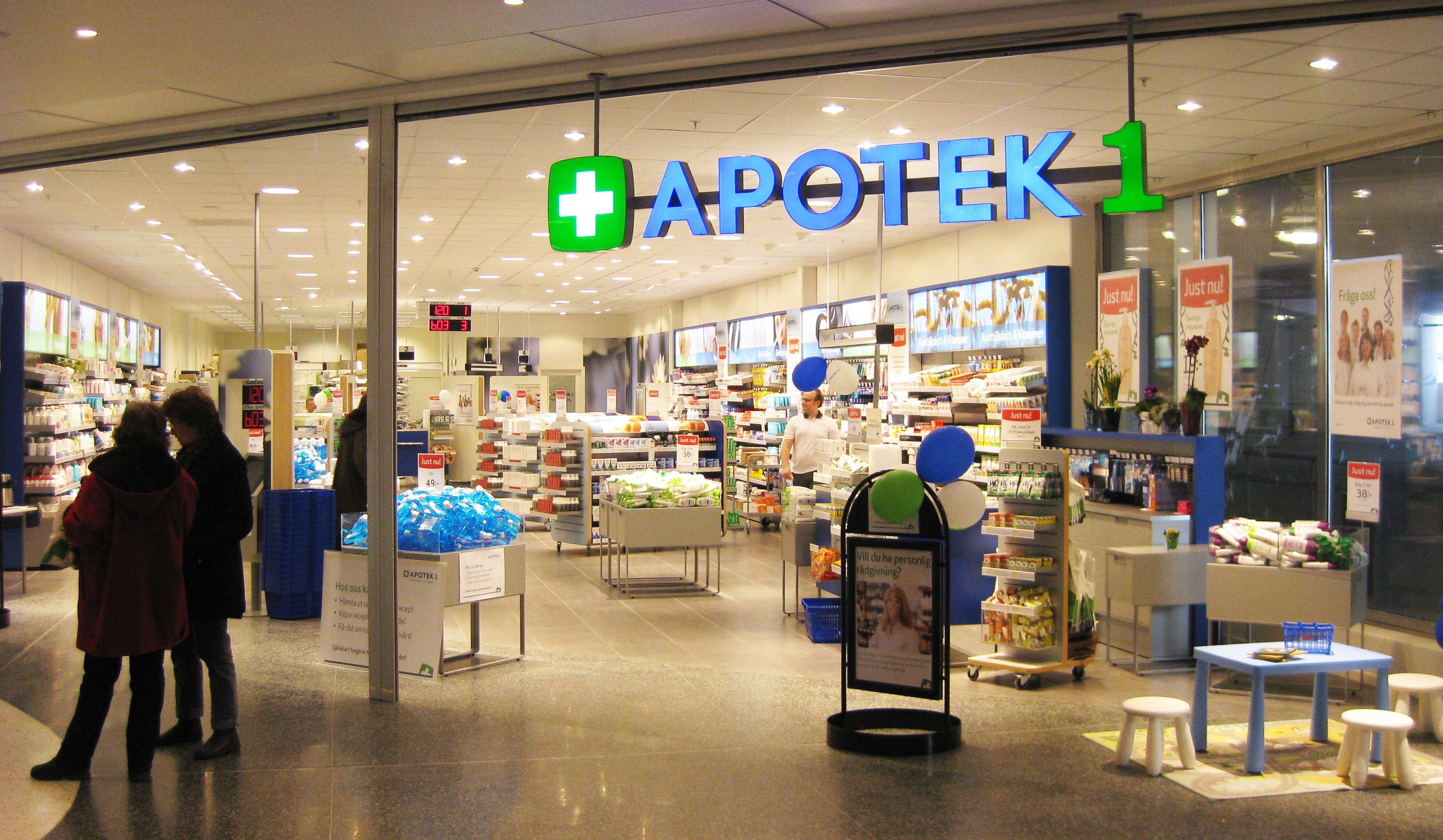
Apotek1 vid Frölunda torg.

Apotek1 är en nordisk apotekskedja som ägs av Tamro Group. Apotek1 finns representerat i Norge och fanns under en period i Sverige.

## Apotek1 i Norge
I samband med apoteksomregleringen i Norge öppnades det första Apotek1 i Oslo 1999. Idag är Apotek1 en av Norges ledande apoteksaktörer med över 240 apotek och cirka 2500 anställda.

## Apotek1 i Sverige
Under omregleringen av apoteksmarknaden i Sverige 2009 startade Apotek1 sin verksamhet och öppnade sina första apotek 2010. Redan i maj 2010 meddelade ägarna till Apotek1 att man avyttrar de svenska apoteken till Apotek Hjärtat.